# Донхімено
Донхімено (ісп. Donjimeno) — муніципалітет в Іспанії, у складі автономної спільноти Кастилія-і-Леон, у провінції Авіла. Населення — 103 особи (2010).
Муніципалітет розташований на відстані близько 110 км на північний захід від Мадрида, 35 км на північ від Авіли.

## Демографія
Динаміка населення (INE ):